# Spiris Arena
Spiris Arena, tidigare Visma Arena och även kallad Växjö Arena vid internationella tävlingar, är en fotbollsarena i Växjö, och hemmaarena för Östers IF samt Växjö DFF. Byggnaden är en del av Arenastaden, som även innefattar en ishockeyarena, innebandyhall och friidrottshall. Spiris Arena invigdes 1 september 2012.
Arenan är en renodlad fotbollsarena för 12 000 åskådare (varav 10 000 sittande) och uppfyller UEFA-status klass 3 för internationella matcher och SvFF:s nya regler för allsvenska arenor.

## Historik
Arenan anlades på den plats där Gamla Värendsvallen låg, vilken revs strax innan. Starten på byggandet av arenan invigdes den 31 mars 2011 med ett ceremoniellt första spadtag av bland andra Svenska Fotbollförbundets dåvarande ordförande Lars-Åke Lagrell. Det var ursprungligen tänkt att arenan skulle anläggas med konstgräs, men på grund av att dam-EM 2013 blev tilldelat att arrangeras i Sverige, och några matcher skulle spelas på arenan, så ändrades det till att man lade gräs istället. Gräsmattan lades på plats 12-13 juni 2012, och kritades första gången 18 juli samma år.
Arenan färdigställdes i augusti 2012 och invigdes officiellt den 1 september. Vid invigningen spelades en uppvisningsmatch mellan de 30 mest framträdande spelarna i Östers IF:s historia, bland andra Thomas Ravelli, där SvFF-ordföranden Karl-Erik Nilsson agerade domare. Jonas Axeldahl blev första målskytt, förbi målvakt Pål Lundin. Den första tävlingsmatchen på arenan spelades mellan Östers IF och IFK Värnamo i Superettan den 3 september 2012, och det första tävlingsmålet på arenan gjordes av hemmalagets Andreas Wihlborg i matchens 62:a minut. Matchen slutade 1–1. Vid den första matchen framfördes också Östers inmarschlåt "Stjärnorna i Öster" första gången.
Sommaren 2018 byttes naturgräset ut mot hybridgräs för bättre hållbarhet och möjlighet till mer bruk. Detta var nödvändigt då antalet fotbollsplaner i Arenastaden skulle minska. Fans kunde köpa en bit av det gamla gräset.

## Namn på arenan
Den 29 mars 2011 offentliggjordes det att företaget Myresjöhus, som även var huvudsponsor åt Östers IF, skrivit ett sjuårsavtal med föreningen som innebar att arenan fick namnet Myresjöhus Arena. Avtalet trädde i kraft 1 januari 2012. Myresjöhus har kontor i den nya arenan.
Smeknamn är/var "Myran".
Den 4 februari 2020 blev det klart att arenan byter namn till Visma Arena från och med den 1 juli 2020. Detta då Östers IF skrivit ett sexårsavtal med företaget Visma Spcs.
Den 26 juni 2025 bytte arenan namn till Spiris Arena i samband med en hemmamatch mot IK Sirius. Namnbytet grundade sig i att Visma Spcs bytte företagsnamn till Spiris.
Då Uefa inte tillåter reklamfinansierade namn på arenor under europeiska tävlingar går då arenan under namnet Växjö Arena.

## Evenemang
Myresjöhus Arena var en av spelplatserna under damfotbolls-EM 2013. Tre gruppspelsmatcher och en kvartsfinal spelades på arenan. Bland annat spelade 2013 års Europamästarinnor Tyskland två av sina gruppspelsmatcher på arenan.
Den första fotbollslandskampen på Myresjöhus Arena var när Sverige mötte Schweiz i en träningslandskamp. Den 8 maj 2014 var arenan åter spelplats för en tävlingsmatch då VM-kvalmatchen mellan Sverige och Nordirland ägde rum.

## Publik

### Publikrekord
Klubblagsfotboll:

Östers IF - IFK Värnamo: 12 173 (3 september 2012)
Landslagsfotboll:

Italien - Tyskland: 9 265 (21 juli 2013)

## Snabbfakta
Arenan i siffror:
- Sittande publik: 10 000
- Stående publik: 2 000
- Entréer: 5
- Loger: 16
- Restauranger: 2
- Pubar: 2
- Konferensrum: 2
- Toaletter: 144
- 20 rullstolsplatser med angränsande plats för ledsagare
- Spelyta 105x68, innerplansyta 120x80
- Byggets totala yta är över 22 000 kvadratmeter

## Utmärkelser
Myresjöhus Arena nominerades som kandidat till utmärkelsen Stadium of the Year 2012 på StadiumDB.com.
Vinnare av Växjö kommuns byggnadspris 2013.

## Bildgalleri
|  |  |
|  |  |
|  |  |
|  |  |
|  |  |
|  |  |
|  |  |